# باربرا باندا
باربرا باندا (من مواليد 20 مارس 2000) هي لاعبة كرة قدم من زامبيا تلعب في نادي شنغهاي شنغلي الصيني والمنتخب الزامبي للسيدات.

## روابط خارجية
- باربرا باندا على موقع بوكس ريك (الإنجليزية) (registration required)
- باربرا باندا على موقع الاتحاد الدولي (مؤرشف)  (الإنجليزية)
- باربرا باندا على موقع إي إس بي إن إف سي (الإنجليزية)
- باربرا باندا على موقع قاعدة بيانات كرة القدم.إي يو (الإنجليزية)
- باربرا باندا على موقع Soccerbase.com (لاعب) (الإنجليزية)
- باربرا باندا على موقع Soccerway.com (الإنجليزية)
- باربرا باندا على موقع عالم كرة القدم.نت (الإنجليزية)
- باربرا باندا على موقع اللجنة الأولمبية الدولية (الإنجليزية)
- باربرا باندا على موقع أوليمبيديا (الإنجليزية)